# Nguyễn Minh Kha
Thiếu tướng Nguyễn Minh Kha (sinh năm 1958) là đại biểu Quốc hội Việt Nam khóa 13, thuộc đoàn đại biểu Cần Thơ., ông Kha là nguyên Phó Tổng cục trưởng Tổng cục An ninh II của Bộ Công an, nguyên Giám đốc Công an thành phố Cần Thơ..

## Tiểu sử
Ngày sinh: 12/2/1958
Giới tính: Nam
Dân tộc: Kinh
Tôn giáo: Không
Quê quán: Xã Vĩnh Viễn, huyện Long Mỹ, Hậu Giang
Trình độ chính trị: Cử nhân chính trị
Trình độ chuyên môn: Cử nhân Luật, Cử nhân chính trị
Nghề nghiệp, chức vụ: Thành ủy viên; Đại tá, Phó Giám đốc Công an thành phố Cần Thơ; Ủy viên Uỷ ban Quốc phòng và An ninh của Quốc hội,
Nơi làm việc: Công an thành phố Cần Thơ
Ngày vào đảng: 23/9/1982
Nơi ứng cử: TP Cần Thơ
Đại biểu Quốc hội khoá: XIII
Đại biểu chuyên trách: Không
Đại biểu Hội đồng Nhân dân: Không